# Banks of the Ohio
Banks of the Ohio (Laws F5, Roud 157), auch bekannt als Down on the Banks of the Ohio (englisch für Unten am Ufer des Ohio-Flusses), ist eine Moritat aus dem 19. Jahrhundert. Der oder die Autoren sind unbekannt. Bekannte Aufnahmen stammen zum Beispiel von Joan Baez (1959) und Olivia Newton-John (1971).

## Inhalt
Das Lied ähnelt auf den ersten Blick anderen bekannten amerikanischen Moritaten in englischer Sprache wie Omie Wise oder Pretty Polly, deren Geschichte von einem Frauenmörder selbst erzählt wird. In „Banks of the Ohio“ heißt der Erzähler Willie, und im Unterschied zu den anderen Liedern bedauert er den Mord und versucht, das Geschehene zu erklären.
Willie lädt seine Geliebte zu einem Spaziergang am Ufer des Ohio ein. Als sie seinen Heiratsantrag zurückweist, bringt er sie um. Im Refrain des Liedes erinnert der Mörder sich an die Liebe und Hoffnungen, die er vor der Tat verspürte.
Eine andere, weniger bekannte Version des Liedes ist „On the Banks of the Old Pedee“.

## Aufnahmen (Auswahl)
Aus dem Jahr 1927 stammen die Country-Versionen von Red Patterson’s Piedmont Log Rollers (als „Down By The Banks Of The Ohio“) sowie Grayson und Whitter (als „I’ll Never Be Yours“). Weitere frühe Country-Aufnahmen des Liedes machten Ernest Stoneman (1928), The Callahan Brothers (1934),  The Blue Sky Boys (1936), Clayton McMichen (1931) und  The Monroe Brothers (1936). Die Version der Blue Sky Boys ist Teil des Soundtracks des Films Paper Moon (1973).
Im Zuge des amerikanischen Folk-Musik-Revivals wurde das Lied 1953 von Bascom Lamar Lunsford aufgenommen. Alan Lomax machte 1959 eine Aufnahme mit dem Sänger Ruby Vass, die in der Albumserie Southern Journey erschien. Joan Baez spielte das Lied mehrmals ein: 1959 für das Album Folksingers ’Round Harvard Square, 1961 für das Album Joan Baez, Vol. 2, 1968 für das Newport Folk Festival-Album.
1961 machte Alan Lomax in seiner Wohnung in New York eine weitere Aufnahme des Liedes mit dem Sänger Clarence Ashley, begleitet von Fred Price (Fiddle), Clint Howard und Doc Watson (Gitarren). Die Aufnahmesitzung wurde von George Pickow gefilmt und später von Anna Lomax Wood für den Kurzfilm Ballads, Blues and Bluegrass verwendet. Eine andere Aufnahme dieser Gruppe erschien auf Old Time Music at Clarence Ashley’s, 1994 auf Original Folkways Recordings: 1960–1962 wieder veröffentlicht. Folkways brachte das Lied 1963 auch als Duett von Doc Watson mit Bill Monroe heraus.
Zu den Folkmusikern, die das Lied ebenfalls aufnahmen, gehören die New Lost City Ramblers und Pete Seeger. Johnny Cash mit der  Carter Family, Porter Wagoner und Dolly Parton brachten jüngere Country-Versionen auf den Markt. Weitere Aufnahmen des Stückes stammen von The Wolfe Tones, Toots Thielemans, Arlo Guthrie (als „Arloff Boguslavaki“ auf dem 1972er Album I Saw the Light von Earl Scruggs), Dave Guard und anderen.
1971 nahm Olivia Newton-John das Lied für ihr Album If Not for You auf. Es wurde als zweite Single des Albums ausgekoppelt, die ein weltweiter Hit wurde; in Großbritannien erreichte sie Platz 6 der Charts, und in Australien gar die Spitzenposition.
Eine tschechische Version existiert von Petra Černocká (Náklaďák).